# Дикотиледоне биљке
Дикотиледоне биљке, или дикотиле (Magnoliopsida), су биљке раздела скривеносеменица чији ембрион има два котиледона. 

## Систематика дикотиледоних биљака
/ систем — кладе

Кронквистов систем — поткласе и редови

- Magnoliales
- Laurales
- Piperales
- Aristolochiales
- Illiciales
- Nymphaeales
- Ranunculales
- Papaverales

- Trochodendrales
- Hamamelidales
- Daphniphyllales
- Didymelales
- Eucommiales
- Urticales
- Leitneriales
- Juglandales
- Myricales
- Fagales
- Casuarinales

- Caryophyllales
- Polygonales
- Plumbaginales

- Dilleniales
- Theales
- Malvales
- Lecythidales
- Nepenthales
- Violales
- Salicales
- Capparales
- Batales
- Ericales
- Diapensiales
- Ebenales
- Primulales

- Rosales
- Fabales
- Proteales
- Podostemales
- Haloragales
- Myrtales
- Rhizophorales
- Cornales
- Santalales
- Rafflesiales
- Celastrales
- Euphorbiales
- Rhamnales
- Linales
- Polygalales
- Sapindales
- Geraniales
- Apiales

- Gentianales
- Solanales
- Lamiales
- Callitrichales
- Plantaginales
- Scrophulariales
- Campanulales
- Rubiales
- Dipsacales
- Calycerales
- Asterales